# 第1號互聯網交響曲
第1號互聯網交響曲（The Internet Symphony No. 1）是華裔美國作曲家譚盾的一首交響作品，創作於2008年，是為Youtube於2009年籌辦第1屆Youtube交響樂團時所創作的委約作品。樂曲最先由倫敦交響樂團錄製並上傳至Youtube，作為招募樂手時的示範片段，後來於2009年4月15日，隨第1屆Youtube交響樂團於美國紐約卡內基大廳舉行音樂會時作正式世界首演，指揮是，提爾森·湯瑪斯亦是有份籌備Youtube交響樂團的成員之一。

## 意念
樂曲的標題名為「英雄」（Eroica），和貝多芬的「英雄交響曲」不謀而合。譚盾亦承認以「英雄」命名是為了對貝多芬作出致敬，樂曲中可以清楚聽到運用了第1樂章的第1主題旋律。另外，他在敲擊樂器運用了車輪框和輪轂罩，分號稱為「煞車鼓」（Brake Drum）及「煞車鑼」（Brake Gong）。譚盾解釋是有一次他在北京時，經過的一間汽車維修店所看到員工的工作和聽到的聲音而偶發出的靈感，這兩種「樂器」一直穿插在樂曲中。譚盾表示，他作為一位現代作曲家，希望「能將現今生活上的聲音……例如街道上的噪音、汽車聲音或是種種的敲擊聲音放進去，從而讓年青人對音樂產生興趣。」。

## 樂曲結構
樂曲的標題雖然稱為「交響曲」，但為單樂章結構，形式上如一般的管弦樂曲無疑。當中可以再細分為四個部份，正好和傳統的交響曲四樂章模式對應。而演奏時間亦非常短，樂譜上標示的時間約為5分10秒。
- 第1部份：小節1-8，小慢板（Alegretto），4/4節奏，調號為升C小調，但夾雜著A小調、C大調和E大調和弦。

在豎琴的輪指碎音和弦樂以巴托式撥絃（Bartok Pizzacato）下，敲擊樂器奏出分解和弦的音樂動機，隨後這音樂動機不斷重覆擴展，在定音鼓的獨奏及敲擊樂器下突然停止；
- 第2部份：小節9-27，「十分甜美」（Molto dolce），4/4節奏，調號為E大調。

以小號帶出第1主題，其他樂器隨後加入及發展；
- 第3部份：小節28-101，快板（Allegro），3/8節奏為主，亦插入了4/8及7/16的拍子記號，調號為E小調。

為全曲最長部份，節奏以3/8為主，在弦樂的斷奏引子下，敲擊樂器重現第1部份的分解主和弦動機，及後英國管、低音單簧管、巴松管、大提琴、短笛及長笛先後奏出貝多芬的旋律，及後進入4/8節奏後，敲擊樂器奏出《茉莉花》的旋律，這兩個旋律和分解和弦不斷地重覆及變奏，而速度亦漸漸加快至下一段落；
- 第4部份：小節102-140，活潑的快板（Allegro Vivace）及加快（Piu Mosso），4/4節奏，調號為E大調。

進入全體齊奏的部份，是由第2部份的第1主題中變化出來的，伸延為兩句對答句，速度並逐漸加快；
- 結尾：小節141-151，加快（Piu Mosso），3/4及4/4節奏，調號為E大調，但音樂卻是混合了E小調和E大調。

分解和弦動機再現，在銅管樂器的滑音後，全體樂隊在E大調的持續長音中，敲擊樂器再次奏出一段E小調分解和弦動機段落（這部份為修訂版本中新加入的）後才一同終結。

## 配器
- 木管樂器：短笛，2長笛，2雙簧管、英國管、2單簧管、低音單簧管、2巴松管、低音巴松管
- 銅管樂器：4圓號，3小號，3長號，低音號
- 敲擊樂器（6人）：定音鼓（5個）、3「煞車鼓」、4「煞車鑼」（輪轂罩）、馬林巴琴、顫音琴、管鐘、樂鞭、小鼓、大鼓、鈸
- 絃樂器：第一小提琴，第二小提琴，中提琴，大提琴，低音提琴，豎琴

## 改編版本
除了西洋樂團的版本外，譚盾亦邀請了香港中樂團的駐團指揮周熙杰，將其作品改編予中樂團演奏（因為香港中樂團是2009年Youtube交響樂團招募活動的其中一個合作伙伴），中樂團版本的名稱則定為《網路交響曲—英雄》。中樂版本同樣首先於Youtube中上載，而正式的首演則於2010年1月於香港香港大會堂舉行，由譚盾親自指揮。此外，彼得·史丹利·馬丁亦將其作品改編予管樂團演奏，並由席爾默股份有限公司負責出版。

## 外部連結
- 《第1號互聯網交響曲》樂譜網上閱讀版（修訂版本）。 （页面存档备份，存于）
- 倫敦交響樂團的錄製版本，本片段為最初版本。 （页面存档备份，存于）
- Youtube 交響樂團於卡內基大廳的演出版本，該版本為修訂後首次公演。 （页面存档备份，存于）
- 香港中樂團官方Youtube網站演奏《網路交響曲—英雄》（中樂版）。 （页面存档备份，存于）